# IV. Rusza

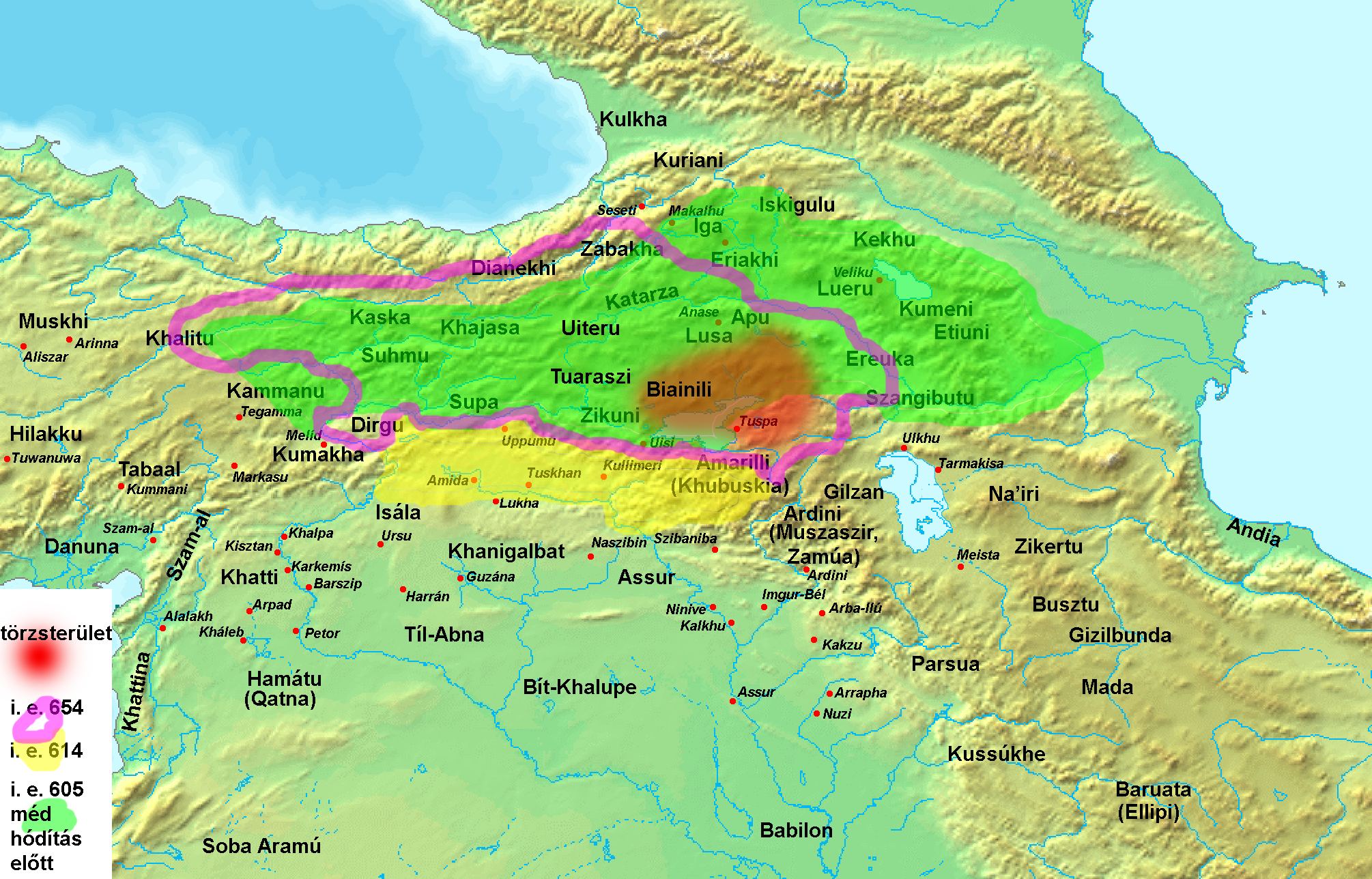
Urartu területváltozásai i. e. 658-tól

IV. Rusza Urartu királya, hercege vagy kormányzója az i. e. 6. század első évtizedében, az utolsó urartui történeti személy, akiről tudomásunk van. Egy „Rusza fia Rusza” (mRu-sa-a-i mRu-sa-ḫe, Rusa Rusaḫi) felirat alapján – egyetlen emléke Teisebainiben maradt fenn – feltételezik, hogy III. Rusza fia, de az Urartu bukása körüli idők homályos kronológiája alapján akár I. Rusza is lehet az apa. Ez esetben II. Argisti után uralkodott, jó egy évszázaddal a hagyományos kronológiai helye előtt, mivel Argisti i. e. 680 körüli halála, és az azt követő trónváltás sem teljesen tisztázott. II. Rusza is szóba jöhet apaként, aki asszír feliratok alapján i. e. 652-ben talán még uralkodott, de Istár-duri (talán III. Szarduri) i. e. 643-as említéséig ismeretlen az uralkodó személye, és még az sem biztos, hogy Istár-duri tényleges uralkodó volt-e. Borisz Pjotrovszkij (1908–1990) az i. e. 6. század első évtizedére tette az uralkodását.
Erre az időre Urartu örök ellenlábasát, Asszíriát a médek és a babiloniak elpusztították. A méd–babiloni koalíció a földrajzi determináltság miatt felosztotta az érdekszférákat, Médiának jutott észak és nyugat, Urartut i. e. 590-ben Uvakhsatra fia, Istuviga méd király hódította meg. Ezzel Urartu önálló léte végleg megszűnt, a médek, perzsák és makedónok után a térségben Armenia alakult meg utódjaként az i. e. 3. században, bár a milétoszi Hekataiosz már i. e. 525 körül Armeniáról írt.